# Thomas Schneider (Ruderer)
Thomas Schneider (* 30. März 1932) ist ein ehemaliger deutscher Ruderer.
Thomas Schneider startete für die Gießener Rudergesellschaft 1877, 1958 wechselte er zum Berliner Ruder-Club. 1953 belegte Schneider bei den Deutschen Meisterschaften im Einer den zweiten Platz hinter dem Saarbrücker Günter Schütt. Zusammen mit Ferdinand Nennstiel erreichte Schneider 1953 auch im Doppelzweier den zweiten Platz. 1954 trat Schneider im Doppelzweier mit Gerhard Häge aus Konstanz an, er gewann sowohl den Titel bei den Deutschen Meisterschaften als auch bei den Europameisterschaften. 1955 unterlagen Schneider und Häge bei den Deutschen Meisterschaften gegen die Ratzeburger Manfred Rulffs und Klaus von Fersen. 1956 rückte der Konstanzer Kurt Hipper zu Schneider in den Doppelzweier. Die beiden gewannen den Titel bei den Deutschen Meisterschaften, bei den Europameisterschaften erhielten die beiden die Silbermedaille hinter Juri Tjukalow und Alexander Berkutow aus der Sowjetunion. Auch bei den Olympischen Spielen 1956 in Melbourne siegte der sowjetische Doppelzweier, hinter den Booten aus den Vereinigten Staaten und aus Australien belegten Schneider und Hipper den vierten Platz.
Von 1957 bis 1959 gewann Thomas Schneider drei weitere deutsche Meistertitel im Doppelzweier jeweils zusammen mit Friedrich-Wilhelm Sidow, ab 1958 traten beide für den Berliner Ruder-Club an. Bei den Europameisterschaften 1957 erhielten Schneider und Sidow die Silbermedaille hinter Tjukalow und Berkutow. 1958 siegten Tjukalow und Berkutow vor den Franzosen René Duhamel und Bernard Monnereau, dahinter kamen Schneider und Sidow als Dritte ins Ziel.